# Мірошниченко Микола Іванович
Микола Іванович Мірошниче́нко (нар. 25 травня 1934, Криловська) — російський радянський письменник, драматург.

## Біографія
Народився 25 травня 1934 року в станиці Криловській (тепер Криловський район Краснодарського краю). 1964 року закінчив Всесоюзний юридичний інститут.
У 1962—1965 роках — заступник завідувача відділу пропаганди ЦК ВЛКСМ; у 1966—1968 роках — відповідальний секретар, у 1968—1972 роках заступник головного редактора журналу «Молодая гвардия», з 1972 року заступник головного редактора журналу «Театр».

## Творчість
Друкуватися почав 1957 року. Автор:
- повістей з життя України:
  - «Таращанские зори» (1963);
  - «Когда отзвенел малиновый звон» (1966, у співавторстві);
  - «Исповедь усопшего монаха» (1970);
- роману «Человек, сын человеческий» (1971);
- п’єс:
  - «Берегите белую птицу» (1973);
  - «Жизнелюб» (1974);
  - «Третье поколение» (1977);
  - «Непоклонов» (1977);
  - «Мгновение над пропастью» (1978);
  - «Андрей Колобов» (1978);
  - «Искушение» (1980);
  - «Целина» (1981);
  - «Возрождение» (1981; за книгою Л. І. Брежнєва).

## Відзнаки
- Ленінська премія;
- Заслужений діяч мистецтв Абхазької АРСР (з 1981 року);
- Лауреат Державної премії УРСР імені Т. Г. Шевченка (за 1982 рік; разом з В. Терентьєвим (режисером-постановником), О. Кривошеїним (художником), А. Гончаром (виконавцем ролі Автора й першого секретаря обкому партії) за виставу «Відродження» («Возрождение») за однойменною книгою Л. І. Брежнєва в Одеському російському драматичному театрі імені А. В. Іванова.